# Nakamichi
Nakamichi，即日語「中道」，為過去一家日本電器製造商中道株式会社（日语：ナカミチ株式会社），以及現今他廠冠名使用的電器品牌。

## 概要
創辦人中道悅郎在二戰時是從事聲納研究的海軍軍官，戰後解甲回到民間於1948年成立個人研究所，專注電磁作用上、研發出讀取磁頭等技術，不但接受其他大廠訂單，又以此基礎成立公司、發展高價位的磁帶錄音機，亦是當時音響名牌之一。1990年代CD普及化，販賣業務用CD試聽機和車用音響製品。然而不敵日本泡沫经济，1997年，納入香港嘉域集團傘下，惟經營狀況仍未改善，2002年2月19日向法院申請重整。
嘉域集團持有「Nakamichi」（中道）的商標、特許權，採行「國際品牌」（實為「品牌傘＝umbrella brands」）策略，授權他廠冠名生產、銷售同品牌電器用品，但並非香港嘉域或日本中道的關係企業。

## 簡史
- 1948年，開設個人研究所。
- 1950年9月2日，千代田理研株式会社設立。[5]
- 1953年12月，千代田理研休業。
- 1958年4月1日，株式会社中道研究所（Nakamichi Research Corporation Ltd.）設立。[5]
- 1964年，針對国内自有品牌「FIDELA」發表。
- 1967年，「中道磁材」設立。
- 1973年，自有品牌「Nakamichi」發表。
- 1979年，中道研究所、中道磁材合併成中道株式会社（Nakamichi Corporation Limited）。
- 1980年2月21日，與千代田理研合併，千代田理研為存續法人沿用「中道」名稱。[5]
- 1981年8月，股票在店頭市場上市。
- 1984年12月，股票在東證第2部上市。
- 1991年2月，取得現在的「中道販賣株式会社」。[5]
- 1997年，納入香港嘉域集團旗下。
- 2002年2月19日，向法院申請重整；5月20日東證除牌。

## 關連人物
中道仁郎
中道悅郎之弟，曾擔任過社長，專精技術研發部分。2001年出走成立「Niro Nakamichi株式会社」（Niro Nakamichi corporation），自創品牌「NIRO」由「「株式会社niro1.com」（niro1.com Inc.）負責銷售。
中道武
中道悅郎之子，中道兼中道販賣、赤井電機社長，亦曾擔任過山水電氣社長。在公司重整後，負責同社卻已是別法人的中道販賣有關海外「Nakamichi」製品輸日事宜。2008年5月31日，日本国内製品販賣終了。

## 外部連結
- Nakamichi Corporation（页面存档备份，存于）
- Nakamichi中文網頁（页面存档备份，存于）
- http://niro-nakamichi.jp/（页面存档备份，存于）
- NIRO（页面存档备份，存于）